# Szczytyń
Szczytyń (ukr. Щитинь) – wieś na Ukrainie, w obwodzie wołyńskim, w rejonie kamieńskim. Liczy 700 mieszkańców/
Do 2020 w rejonie lubieszowskim. 